# Anthrax furvus
Anthrax furvus är en tvåvingeart som beskrevs av Hesse 1956. Anthrax furvus ingår i släktet Anthrax och familjen svävflugor. Inga underarter finns listade i Catalogue of Life.